# Kysset (Auguste Rodin)
 For alternative betydninger, se Kysset. (Se også artikler, som begynder med Kysset)
Kysset (fransk: Le Baiser) er en marmorskulptur fra 1882 af den franske billedhugger Auguste Rodin. Det omfavnende nøgne par, der er afbildet i skulpturen, optrådte oprindeligt som en del af en gruppe relieffer, der udsmykkede Rodins monumentale bronzeportal, La Porte de l'Enfer (dansk: Helvedes Porte), bestilt til et planlagt kunstmuseum i Paris. Parret blev senere fjernet fra La Porte de l'Enfer og erstattet med et andet par elskere placeret på den mindre højre søjle.

## Baggrund
Skulpturen, Kysset, fik oprindeligt titlen Francesca da Rimini, da den skildrer den italienske adelskvinde fra det 13. århundrede, udødeliggjort i Dantes Inferno (Circle 2, Canto 5), der forelsker sig i sin mand Giovanni Malatestas yngre bror Paolo. Efter at være blevet forelsket, mens de læste historien om Lancelot og Guinevere, bliver parret opdaget og dræbt af Francescas mand. I skulpturen kan bogen ses i Paolos hånd. Elskernes læber rører faktisk ikke hinanden i skulpturen, hvilket tyder på, at de blev afbrudt og mødte deres død, uden at deres læber nogensinde har rørt ved hinanden.
Da kritikere først så skulpturen i 1887, foreslog de den mindre specifikke titel Le Baiser (Kysset).
Rodin antydede, at hans tilgang til at skulpturere kvinder var en hyldest til dem og deres kroppe, ikke kun som underkastende mænd, men som fulde og hele partnere i kunsten. Den resulterende erotik i skulpturen gjorde den kontroversiel. En bronzeversion af Kysset (74 cm høj) blev sendt til udstilling ved World's Columbian Exposition i Chicago i 1893. Skulpturen blev betragtet som uegnet til udstilling for den generelle offentlighed, og blev henvist til et indre kammer med adgang kun efter personlig aftale.

## Små versioner
Rodins metode til at fremstille store skulpturer var at anvende assistentskulptører til at kopiere en mindre model lavet af et materiale, der var lettere at bearbejde end marmor. Når de var færdige, ville Rodin selv lægge sidste hånd på den større version.
Før Rodin skabte marmorversionen af Kysset, producerede han flere mindre skulpturer i gips, terrakotta og bronze.

## Store marmorudskæringer

### Den franske bestilling
I 1888 bestilte den franske regering den første store marmorversion af Kysset fra Rodin til udstillingen Exposition universelle i 1889, men den blev først vist for offentligheden ved Salon de la Société Nationale des Beaux-Arts i 1898. Skulpturen var så populær, at virksomheden Barbedienne tilbød Rodin en kontrakt om at producere et begrænset antal mindre eksemplarer i bronze. I 1900 blev statuen flyttet til Musée du Luxembourg, før den blev ført til sin nuværende placering, Musée Rodin, i 1918.

### Warrens bestilling
I 1900 lavede Rodin en kopi til Edward Perry Warren, en excentrisk amerikansk samler, der boede i Lewes i Sussex, England, med sin samling af græske antikviteter og hans elsker John Marshall. Efter at have set Kysset i Parisersalonen, anbefalerede maleren William Rothenstein skulpturen til Warren som et muligt køb, men Kysset var bestilt af den franske regering og var ikke til salg. I stedet for tilbød Rodin at lave en kopi, og Warren tilbød halvdelen af den oprindelige pris (10.000 franc i stedet for 20.000), men Rodin ville ikke sænke prisen. Kontrakten for bestillingen omfattede, at "mandens kønsorganer skal være komplette." Et tidligere brev forklarede, "at som hedning og elsker af antikviteter", håbede Warren, at kønsorganerne hos manden ville blive skulpturelt i stil med den klassiske græske tradition snarere end blufærdigt skjult.
Da skulpturen ankom til Lewes i 1904, placerede Warren den i staldene bag sit hjem, Lewes House, på School Hill, hvor den forblev i et årti. Det vides ikke, om denne placering blev valgt på grund af skulpturens store størrelse, eller fordi den ikke opfyldte Warrens forventninger. I 1914 blev skulpturen udlånt til Lewes byråd og udstillet for offentligheden på Rådhuset i byen. Et antal puritanske lokale beboere, ledet af rektor Miss Fowler-Tutt, protesterede mod skulpturens erotiske natur. De var især bekymrede for, at det måske ville tilskynde til det store antal soldaters lyst, der blev indkvarteret i byen på det tidspunkt og med succes kæmpede de for at få skulpturen draperet og skjult for offentligheden. Den blev returneret til Warrens bopæl i Lewes House i 1917, hvor den blev opbevaret i staldene i 12 år, indtil Warren døde i 1928. Arvingen i Warrens testamente, H. Asa Thomas, satte skulpturen til salg hos Gorringes, de lokale auktionærer, men den kunne ikke opnå sin startpris, så salget blev taget ned. Et par år senere blev Kysset udlånt til Tate Gallery i London. I 1955 købte Tate skulpturen til nationen til en pris på £7.500. I 1999 mellem 5. juni og 30. oktober vendte Kysset kort tilbage til Lewes som en del af en udstilling af Rodins værker. Dets faste hjem er i dag Tate Modern - men i september 2007 blev værket flyttet til Tate Liverpool, Albert Dock, hvor det fik en æresplacering i løbet af festlighederne omkring både byens 800-års fødselsdag og Liverpools værtskab som Europæisk kulturhovedsted i 2008. Det blev udlånt til Auckland Art Gallery Toi o Tāmaki i Auckland, New Zealand, indtil 16. juli 2017. Det blev lånt til Christchurch Mansion i Ipswich, UK, til udstillingen 'Kiss and Tell', der løb fra november 2018 til april 2019.

### Jacobsens bestilling
En tredje replika blev bestilt i 1900 af Carl Jacobsen til hans planlagte museum i København, Danmark. Replikaen blev lavet i 1903 og blev en del af den oprindelige samling på Ny Carlsberg Glyptotek, indviet i 1906.

### Andre versioner
De tre større marmorversioner blev udstillet sammen på Musée d'Orsay i 1995. En fjerde kopi, ca. 183 høj (sammenlignelig med den parisiske udgave på 181,5 cm) blev udført efter Auguste Rodins død af skulptøren Henri-Léon Gréber for Rondin-museet i Philadelphia. En gipsstøbning kan findes i Museo Nacional de Bellas Artes i Buenos Aires.
Et stort antal bronzeafstøbninger er udført af Kysset. Musée Rodin rapporterer, at Barbedienne-støberiet alene producerede 319. I henhold til fransk lov udstedt i 1978 kan kun de første tolv kaldes originale udgaver.

## Cornelia Parker
I foråret 2003 udførte kunstner Cornelia Parker et kunstnerisk indgreb på Kysset (1886) med tilladelse fra Tate Britain-galleriet, hvor skulpturen blev udstillet på daværende tidspunkt, ved at indpakke skulpturen i en en mil lang snor. Dette var en historisk henvisning til Marcel Duchamps brug af samme snoelængde til at skabe et spind inde i et galleri i 1942. Selvom indgrebet var blevet godkendt af galleriet, oplevede mange af de besøgende det som stødende over for det originale kunstværk, hvilket førte til en yderligere, uautoriseret, indgriben, hvor Parkers streng blev afskåret af stuckist Piers Butler, mens par stod rundt og engagerede sig i live kysseri.

## Populærkultur
Kysset siges at have haft indflydelse på sangen "Turn Of The Century" på 1977-udgivelsen af "Going For The One" af det britiske band Yes.
Kysset er figureret i handlingen i All in the Family-episoden "Archie and the Kiss", hvor Archie Bunker forsøger at få sin datter, Gloria, til at give en gengivelse af den skulptur, hun havde fået af Bunkernes ven, Irene Lorenzo. Archie udtrykker sin afsky over skulpturens moral og seksualitet i kunstværker.
Statuen bruges til en Terry Gilliam-animation i Monty Pythons Flying Circus. Hunnen strækker sit venstre ben lige ud, og hannen bevæger sin højre hånd over det, dækker huller med fingrene og spiller hende som en okarina.
Kysset var en del af en sidehistorie i Cynthia D'Aprix Sweeneys debutroman The Nest, hvor skulpturen er stjålet fra murbrokkerne fra Ground Zero efter 9/11 (2016).

## Eksterne links
- Link til The Kiss på den officielle hjemmeside for Musée Rodin.
- Kys, analyse og kritisk modtagelse
- Kiss, Iris &amp; B. Gerald Cantor Center for Visual Arts ved Stanford University, objektnummer 1974.36, bronzestøbning nr. 9.
- Ny Calsberg Glyptotoek, København, Danmark
- Tate Britain Arkiveret 4. marts 2012 hos  Wayback Machine, London, England
- Alighieri, Dante. Inferno, Canto V
- TateShots video en kort video af værket fra Tate Britain
- Rodin: B. Gerald Cantor Collection, et katalog med fuld tekstudstilling fra Metropolitan Museum of Art, som indeholder materiale om The Kiss